# Мадроньєра
Мадроньєра (ісп. Madroñera) — муніципалітет в Іспанії, у складі автономної спільноти Естремадура, у провінції Касерес. Населення — 2874 особи (2010).
Муніципалітет розташований на відстані близько 210 км на південний захід від Мадрида, 55 км на схід від Касереса.

## Демографія
Динаміка населення (INE ):